# Włodzimierz (wojewoda krakowski)
Włodzimierz (zm. 18 marca 1241 pod Chmielnikiem) – wojewoda krakowski za panowania Henryka Pobożnego.
W starszej historiografii polskiej uważano, że Włodzimierz pochodził z możnowładczego rodu Gryfitów i był bratem wcześniejszych wojewodów krakowskich: Marka i Teodora. Obecnie przypuszcza się, że Włodzimierz był raczej potomkiem spokrewnionego z Gryfitami rodu Łabędziów, wywodzącego się od Piotra Włostowica.
Był kasztelanem brzeskim (wzmiankowany 1232–1234) i oświęcimskim (wzmiankowany 1238). W 1238 został wojewodą krakowskim i sprawował faktyczne rządy w dzielnicy krakowskiej pod nieobecność księcia Henryka Pobożnego. W 1241 wraz z kasztelanem krakowskim Klemensem dowodził wojskami polskimi w bitwie pod Chmielnikiem, gdzie obaj zginęli. Brat Włodzimierza, Sulisław miał zginąć później w bitwie pod Legnicą.

## Literatura
- A. Małecki, Studya heraldyczne, t. II, Lwów 1890, s. 51-55.
- L. M. Wójcik, Ród Gryfitów do końca XIII wieku. Pochodzenie — genealogia — rozsiedlenie, "Historia" CVII, Wrocław 1993, s. 58-60.